# Дом Эннисов
«Дом Эннисов» (англ. Ennis House) — жилой дом в г. Лос Фелиз по соседству с Лос-Анджелесом в Калифорнии, США, в южной части парка Гриффита. Дом был спроектирован Фрэнком Ллойдом Райтом для Чарльза и Мабэл Эннисов в 1923 году и построен в 1924 году.
Как и в Millard House в Пасадина и в Storer House и в Samuel Freeman House на Голливудских холмах Лос-Анджелеса, это сооружение является четвёртым и самым большим из построек Райта из специальных блоков в конструкции, построенные в основном из взаимосвязанных сборных шлакоблоков, в северной части Лос-Анджелеса.
Дизайн основан на древних храмах цивилизации Майя и наряду с другими зданиями Фрэнка Ллойда Райта, такими как Samuel Freeman House на A. D. German Warehouse в Висконсине и Домом мальвы в Голливуде, Дом Эннисов иногда называют примером Неомайанского стиля. Его выдающейся деталью является рельефный орнамент на 27000 перфорированных и узорчатых гранитных блоках вдохновленный симметричными рельефами Пуука в Ушмале.
Дом Энниса является признанным городом и штатом национальной достопримечательностью. С 2011 по 2019 год им владел миллиардер Ronald Burkle, за это время был сделан капитальный ремонт и реконструкция. В 2019 году дом был продан за 18 миллионов долларов США Роберту Розенхеку и Синди Капобьянко, профессионалам индустрии каннабиса и филантропам.

## История
Дом состоит из двух зданий, основного дома и маленького дома (гаража) для водителя, разделенных мощёным двором. В отличие от вертикальной ориентации трёх других блочных домов, дом Энниса имеет длинную горизонтальную лоджию с северной стороны, соединяющую общие и частные комнаты с югом, на очень большой площади 10 000 фут² (929,030400000000 м2). Кухня, кладовая, комната для гостей, столовая, гостиная, главная ванная комната и спальня, верхняя терраса, вторая ванная комната и спальня находятся в восточной и нижней части главного здания.
Строительные трудности привели к затратам. Первоначально проект контролировался сыном Фрэнка Ллойда Райта Lloyd Wright, но после того, как надстройка достигла окон владельцы взяли на себя строительный надзор. Они внесли различные изменения, отклоняющиеся от первоначального замысла Райта.
В 1940 году дом был продан медийной личности Джону Несбитту, который попросил Райта добавить бассейн на северной террасе, и бильярдную на первом этаже, и систему отопления.
Первоначально и в настоящее время дом известен как Дом Энниса, но здание долгое время было известно как Ennis-Brown House, который получил свое название в 1980 году — в знак признательности за пожертвование Фонду сохранения культурного наследия Августа О. Брауна, восьмого владельца дома (1968—1980). В августе 2005 года дому было возвращено его первоначальное название, а Фонд сохранения культурного наследия был переименован в Фонд Ennis House.
Именно во время длительного владения Фондом с 1980 по 2011 год дом использовался в качестве места съёмок, что сделало его одним из самых известных домов в Лос-Анджелесе.
19 июня 2009 года Фонд Ennis House объявил, что дом выставляется на продажу за 15 млн долларов. Не найдя покупателей в условиях экономического спада, цена неуклонно снижалась, пока 14 июля 2011 года дом не был продан руководителю бизнеса Рону Берклу чуть менее чем за 4,5 млн долларов. Условием продажи является сервитут, который разрешает публичный просмотр 12 дней в году, условие, обязательное для последующих покупателей В декабре 2018 года он был выставлен на продажу за 23 млн долларов. В 2019 году Беркл продал дом за 18 млн долларов.

## Реставрация

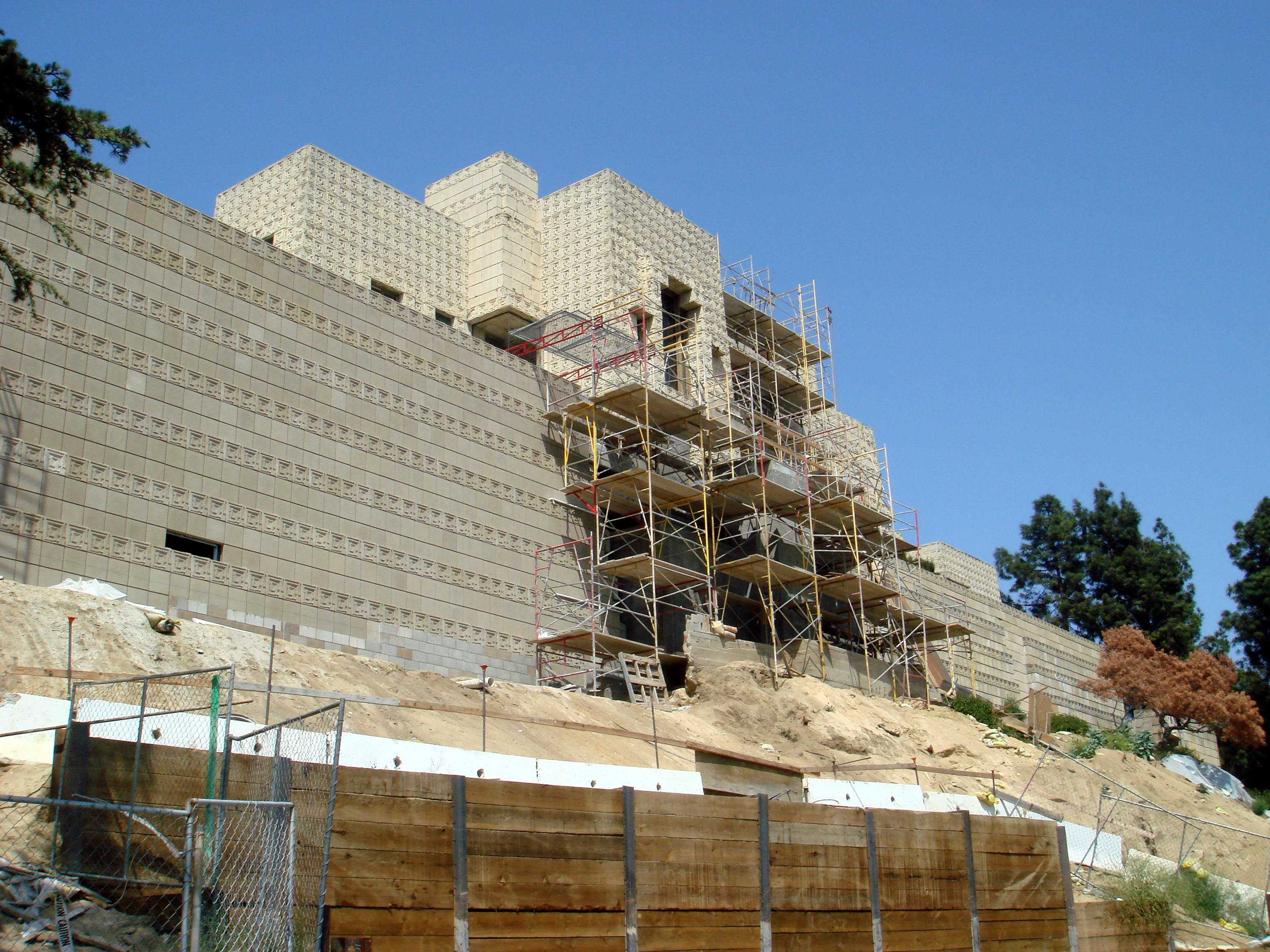
Во время реставрации, май 2007 года

Еще до завершения строительства Дом Энниса отличался структурной нестабильностью. Бетонные блоки треснули, а нижние части стен прогнулись под нагрузкой. Использование разложившегося гранита для окраски текстильных блоков привело к появлению в бетонной смеси естественных примесей и в сочетании с загрязнением воздуха вызвало преждевременное разложение. Попытки нанесения защитного покрытия вызвали дополнительные проблемы.
Дом сильно пострадал из-за землетрясения в Лос-Анджелесе в 1994 году и рекордного количества осадков в сезон дождей 2004—2005 гг.. По подсчётам Фонда Ennis House (Ennis House Foundation) оказалось что только стабилизация здания может стоить 5 миллионов долларов, а полная реставрация — 15 миллионов долларов. После дождей здание было на короткое время отмечено красной меткой как «запрещёное для посещения», но к концу 2005 года было понижено до жёлтой метки для ограниченного входа. На тот момент сохранились значительные повреждения подпорной стены в южной части здания. В 2005 году дом был добавлен National Trust for Historic Preservation в список «11 исторических мест, находящихся под угрозой исчезновения».
В 2006 году Федеральное агентство по управлению в чрезвычайных ситуациях (FEMA) был выдан грант, а также кредит на строительство в размере 4,5 млн. долларов через First Republic Bank, который возобновил восстановительные работы. Проект включал новую систему несущих конструкций, восстановление или замену поврежденных блоков, восстановление окон и новую крышу. Реставрационные работы были завершены в 2007 году и обошлись почти в 6,4 млн долларов. Никаких объявлений о доступе для публики сделано не было, и Дом Энниса остается закрытым для посетителей.

## В кинематографе

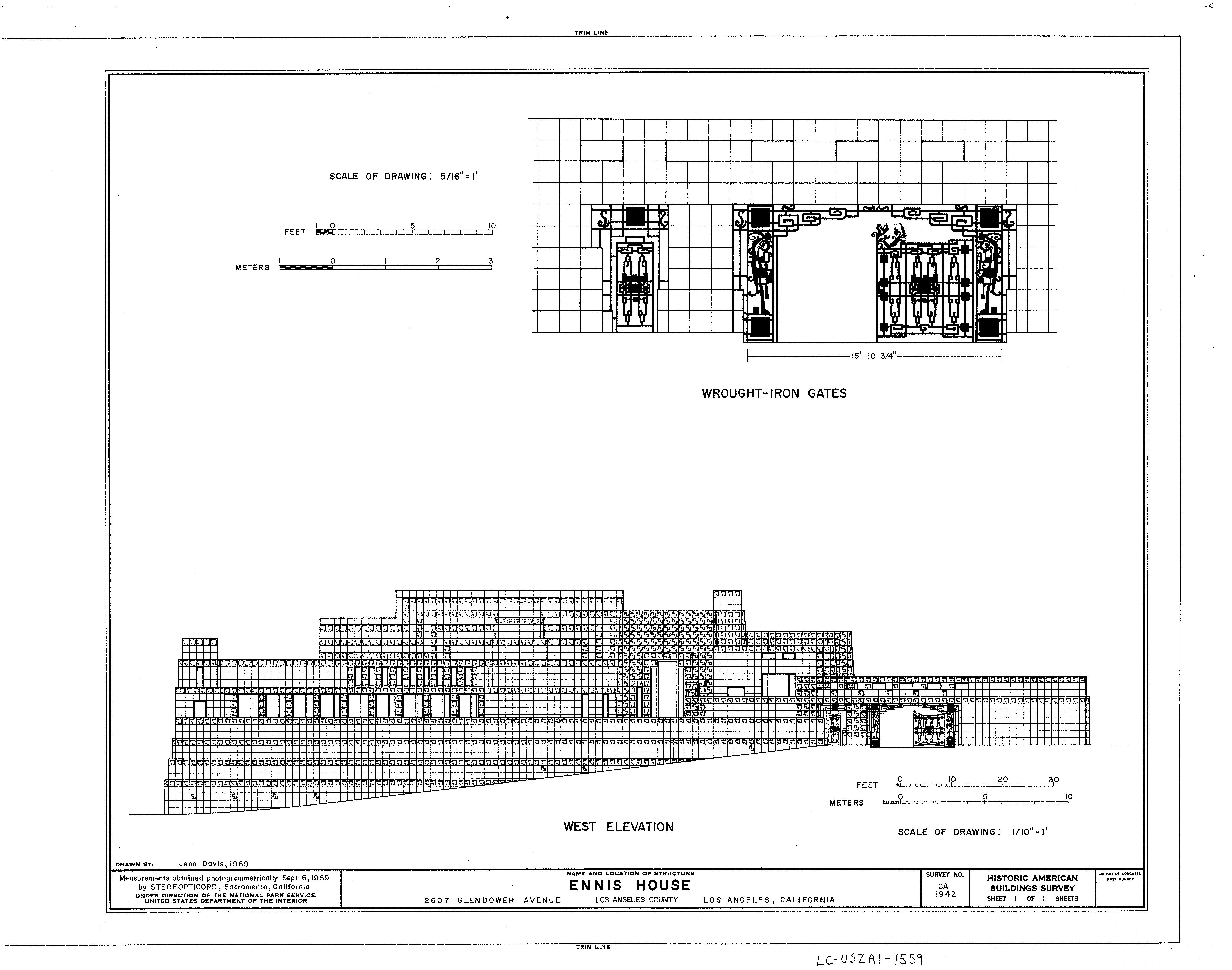
Вид спереди с севера

Экзотический дизайн здания сделал его привлекательным местом для голливудских кинематографистов.
Хотя здание использовалось как место съёмок ещё в 1933 году (Женщина), дом впервые приобрёл нездоровую славу благодаря внешнему виду фасада для Дома ночных призраков и Фильма категории B также вышедшему на экраны в 1959 году. В 1975 году дом широко использовался как частную резиденцию в кинофильме The Day of the Locust (film). Но после выхода Бегущего по лезвию в 1982 году что дом приобрёл собственную популярность среди киноманов. Но на самом деле только приезд главного героя на автомобильный двор был снят на территории дома. А с облицовочных блоков были сняты слепки, которые использовались для создания внутренних декораций. Его внешний вид также выглядит как «Особняк», занятый Ангелом, Спайком и Драсиллой в телесериале Баффи — истребительница вампиров.
Части собора, напоминающие интерьер, особенно приподнятая столовая и камин, появлялись более чем в дюжине фильмов, в том числе: Парень-каратист 3 вид на Даунтаун Лос-Анджелеса, Чёрный дождь, Мерцающий, Убийцы на замену, Час пик заменили пол как в Гонконгском небоскрёбе и Тринадцатый этаж.
Дом часто появлялся в телевизионной рекламе, модной журналистике и в видеоклипах, включая песню Why (3T song) группы 3T с участием Майкла Джексона. Видеоклип группы S Club, выпущенный для сингла Have You Ever, показывает участников группы, живущих повседневной жизнью в доме как и в видеоклипе Рики Мартина «Vuelve».
Впечатлённые домом, создатели фильмов либо воссоздавали оригинальные элементы Дома Эннисов на звуковых сценах, либо имитировали их, как в Хищнике 2 и нескольких эпизодах Звёздный путь: Следующее поколение. После съёмок сцены прибытия для Бегущего по лезвию, интерьер квартиры Декарда был создан в Warner Brothers. В случае с Ракетчиком, секции дома были воссозданы в деталях, включая узорчатое художественное стекло, на студийной площадке. Ракетчик дошёл до добавления верхнего этажа. В меньшем масштабе отливки плитки с блочным рельефным орнаментом были использованы для дверного проёма Club Silencio в Малхолланд Драйв. Дэвид Линч использовали интерьеры дома для нескольких сегментов шоу Твин Пикс в котором шоу-в-шоу мыльной оперы под названием «Приглашение к любви». Дом также появлялся в эпизодах телевизионного обновления HBO Мир Дикого Запада и в мини-сериале 2019 года I Am the Night.
Мультипликационное изображение представлено в Южном Парке как база китайской банды в эпизоде Винг, высмеивая популярную ассоциацию Дома Эннисов с криминальными или азиатскими персонажами в фильмах.
Поскольку дом расположен в густонаселённом районе, со временем возникла напряжённость в отношениях между съёмочными группами, а также потоками туристов и строителей-реставраторов.
Фильм о доме под названием «Дом Энниса» был снят в цифровом формате высокого разрешения 3D режиссером Томом Кестером. Он кратко охватывает строительство, обзорную экскурсию по дому (закрыт для публики) и ущерб, нанесённый землетрясением 1994 года, а также последующую реставрацию и ремонт перед продажей дома его нынешнему частному владельцу. Премьера ранней версии фильма состоялась на конференции Фрэнка Ллойда Райта по охране зданий в Чикаго в октябре 2007 года, но публичных показов было мало. Он доступен на DVD как в 2D, так и в 3D версиях.
Дом Энниса также был представлен в документальном фильме Артефакт, где часть была записана часть альбома This Is War группы Thirty Seconds to Mars.

## Статус достопримечательности
По результатам опроса экспертов, проведённым газетой Los Angeles Times в декабре 2008 года, дом был включён в писок десяти выдающихся зданий. Состоит на балансе Министерства внутренних дел США, Национального реестра исторических мест США, National Trust for Historic Preservation и является исторической достопримечательностью Калифорнии и Los Angeles Historic-Cultural Monument.
Как Историческая достопримечательность Калифорнии дом значится под номером 1011.
- «NO. 1011 FRANK LLOYD WRIGHT TEXTILE BLOCK HOUSES (THEMATIC), ENNIS HOUSE — Этот дом был спроектирован Фрэнком Ллойдом Райтом и построен в 1924 году для Чарльза и Мабель Эннисов. Дом является одним из четырёх Textile block house[англ.] зарегистрированных как достопримечательность No. 1011.»